# Cathédrale de la Théophanie
Cette ancienne cathédrale ne doit pas être confondue avec une autre cathédrale de Moscou.
La cathédrale de la Théophanie d'Elokhovo est une église orthodoxe russe construite entre 1837 et 1845 à Moscou dans le style Empire tardif sur le site d'une ancienne église où Alexandre Pouchkine fut baptisé en 1799.

## Historique
Ce n'est qu'une église paroissiale ordinaire jusqu'en 1938, lorsqu'elle est choisie et désignée comme cathédrale de l'éparchie de Moscou accueillant la chaire des patriarches de Moscou. En effet, Staline a ordonné la destruction de la cathédrale du Christ-Sauveur pour en faire une piscine. La cathédrale de la Théophanie est donc demeurée la cathédrale primatiale de l'Église orthodoxe russe jusqu'à la reconstruction et la consécration de la cathédrale du Christ-Sauveur en 2000, cathédrale de l'éparchie de Moscou. 
Les patriarches Serge Ier et Alexis II y sont enterrés.